# Rabaçal

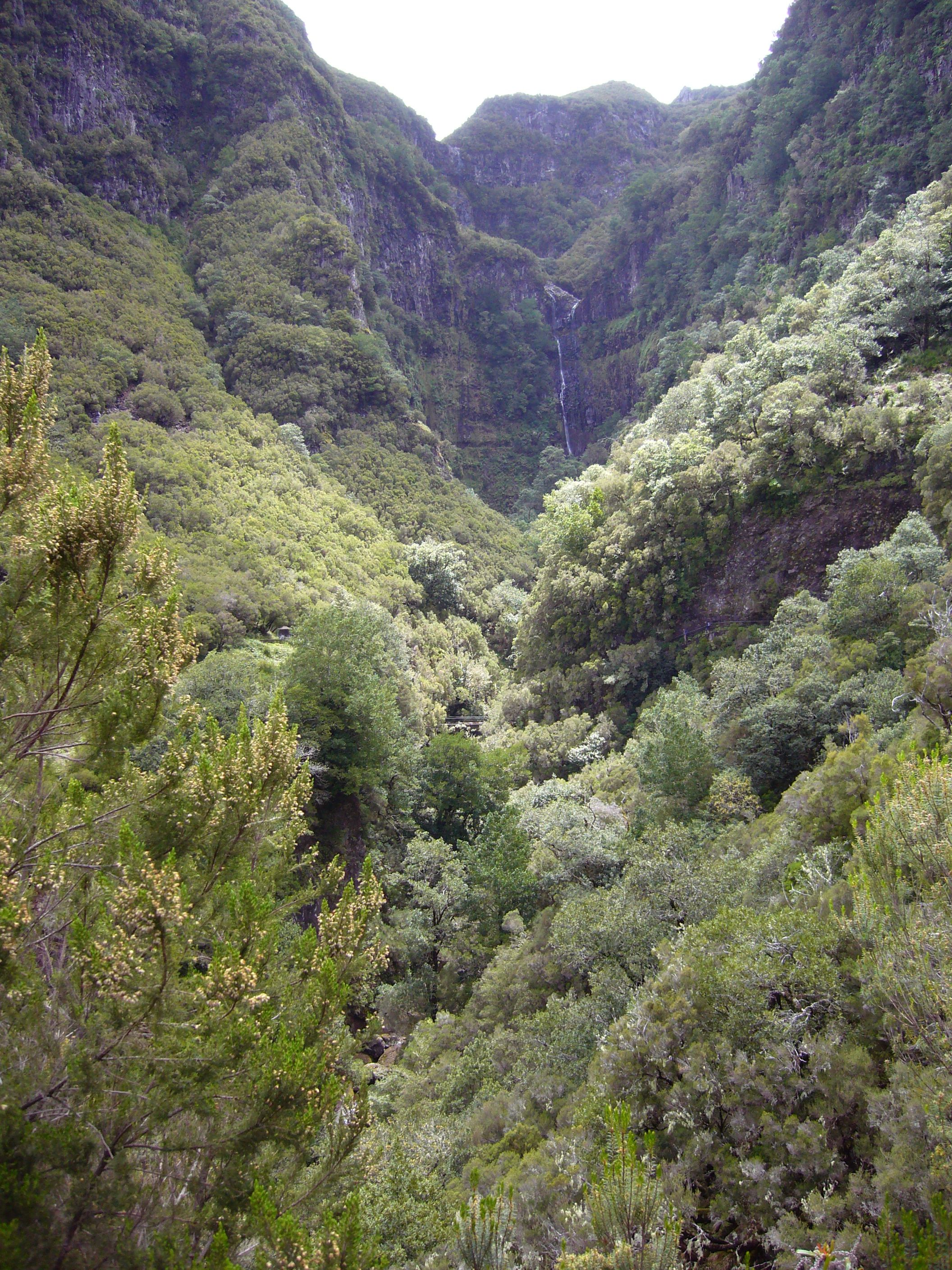
A Risco vízesés a Levada das 25 Fontes felől

Rabaçal egy majorság Madeira szigetén, a Paúl da Serra fennsík déli pereméhez közel, Porto Moniz járásban, a Ribeira da Janela patak két ága (Ribeira do Lajedo, Ribeira do Alecrim) között, a tenger szintje fölött 1064 méterrel.

## Közlekedése, környezete
A majorságot a fennsíkon átvezető ER 110 úttal összekötő bekötő utat a gépjárműforgalom elől lezárták; a turistáknak az útkereszteződésben kialakított parkolótól a Ribeira do Alecrim völgyében kanyargó úton gyalog kell lesétálniuk a mintegy 2 km-re lévő majorig. Az útkereszteződéstől nem messze alakították ki Calheta vízierőművének víztározóját.
A parkolótól egy bő kilométerrel nyugatra ágazik le az ER 110 útból a Calhetába vezető ER 211 út.

## Látnivalók
A fennsík csarabos fenyérét nem sokkal a parkoló alatt már a Ribeira da Janela völgyében szinte háborítatlanul megőrzött babérlombú erdő váltja föl.
Rabaçaltól indul a sziget legismertebb és legkönnyebben járható turistaútjai közül kettő:
- a Risco vízeséshez (Cascata do Risco) (kb. 1 km), illetve
- a huszonöt vízeséshez (Vinte e Cinco Fontes) a Levada das 25 Fontes (avagy Levada Nova do Rabaçal) mentén.

Ugyancsak Rabaçaltól juthatunk el a Risco vízesés fölötti Vento-tóhoz (Lagoa do Vento, teljes nevén: Lagoa da Água do Vento – kb. 2 km). A mintegy 100 m magas (kétágú) Risco vízesésben a Lagoa do Vento vize hull alá a Poço do Risco természetes amfiteátrumába, amit maga a vízesés vájt ki a bazalttufából.
A patak mentén, illetve közelében kanyargó ösvényeken többféle úton is leereszkedhetünk Ribeira da Janelába, illetve Porto Monizba.
A Levada das 25 Fontes vizét az erőműhöz vezető csatorna lámpával gyalogosan járható alagútján eljuthatunk a Torre de Vigia házikóhoz (a körzeti levadeiro, azaz csatornafelügyelő szolgálati lakásához), ahonnan gépkocsival nehezen járható út vezet a Calheta felé kanyargó ER 211 úthoz. Calheta fölső, Lombo do Salão városrészéből menetrendszerű autóbusz jár a sziget fővárosába, Funchalba.